# Ringvaart (Watergraafsmeer)

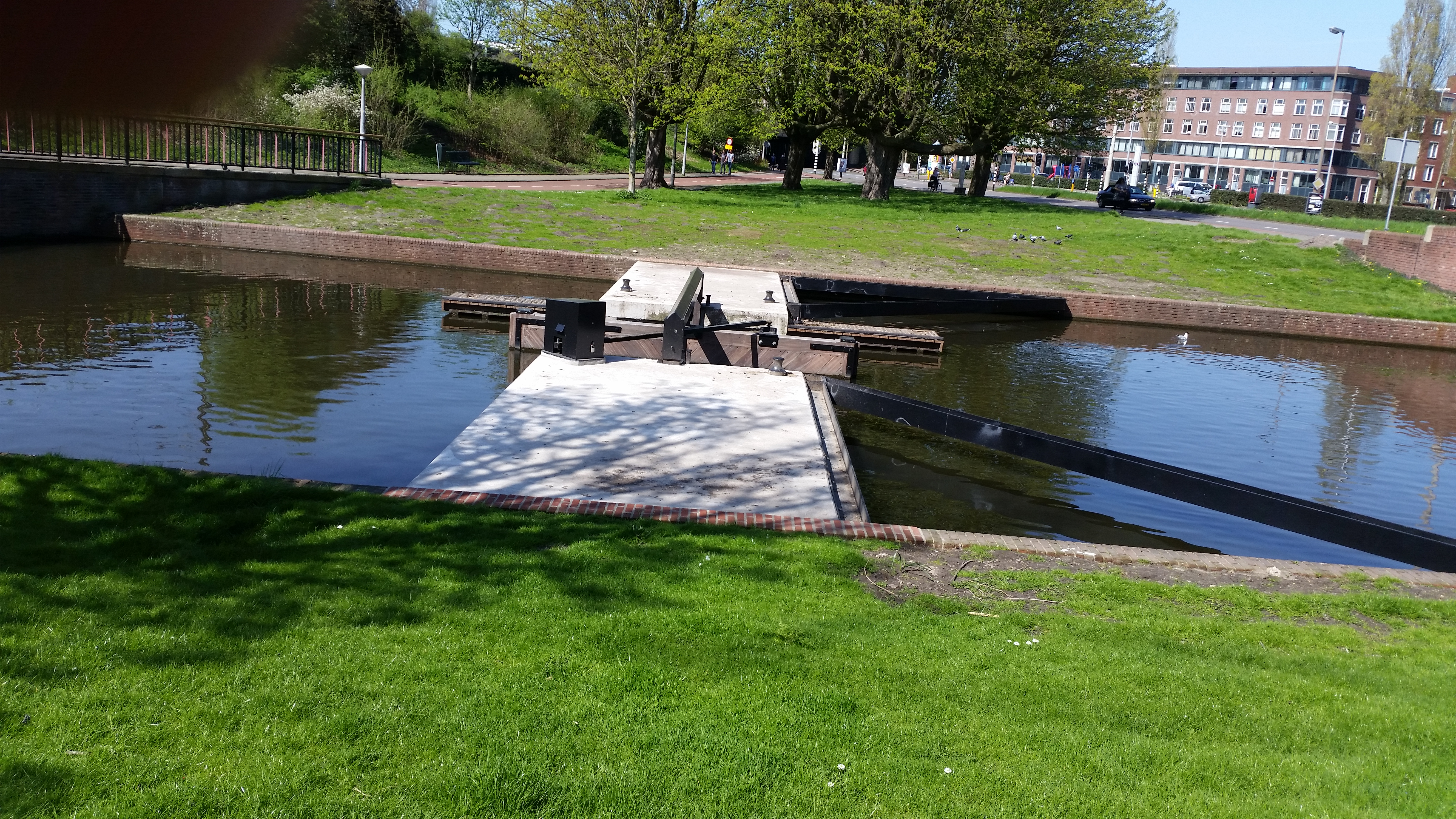
Sluisje in de ringvaart nabij de Wibautstraat

De Ringvaart in Amsterdam-Oost is de naam van het noordelijk en oostelijk deel van de ringvaart rond de in 1629 drooggelegde Watergraafsmeer-polder. De Ringvaart vormt ook de grens van de wijk Watergraafsmeer (tot 1921 een zelfstandige gemeente en van 1987 tot 1998 een stadsdeel van Amsterdam).
De ringdijk, de dijk langs het kanaal aan de binnenkant, heeft de straatnamen Ringdijk, Linnaeuskade en Ooster Ringdijk. Over de ringvaart liggen onder meer de Oetewalerbrug en de Hartmanbrug.
De dijk aan de buitenkant (ringvaartdijk), heet Schollenbrugstraat, Transvaalkade, Oranje-Vrijstaatkade en Valentijnkade.
Aan de oostkant is een klein deel van de ringvaart verdwenen in de jaren 80 voor de verlenging van het oostelijk deel van de Amsterdamse Ringweg (A10) naar de Zeeburgerbrug en voor het Knooppunt Watergraafsmeer, die beide in 1990 zijn gereed gekomen.
Aan de zuiddijk ter hoogte van het Science Park Amsterdam verrees rond 2011 het Samos-complex.
Het zuidwestelijk en zuidelijk deel van de ringvaart van de polder, van de Amstel bij de Omval tot Diemen, maakt deel uit van de Weespertrekvaart, die in Diemen verder doorloopt naar de Gaasp.